# Finnland-Institut

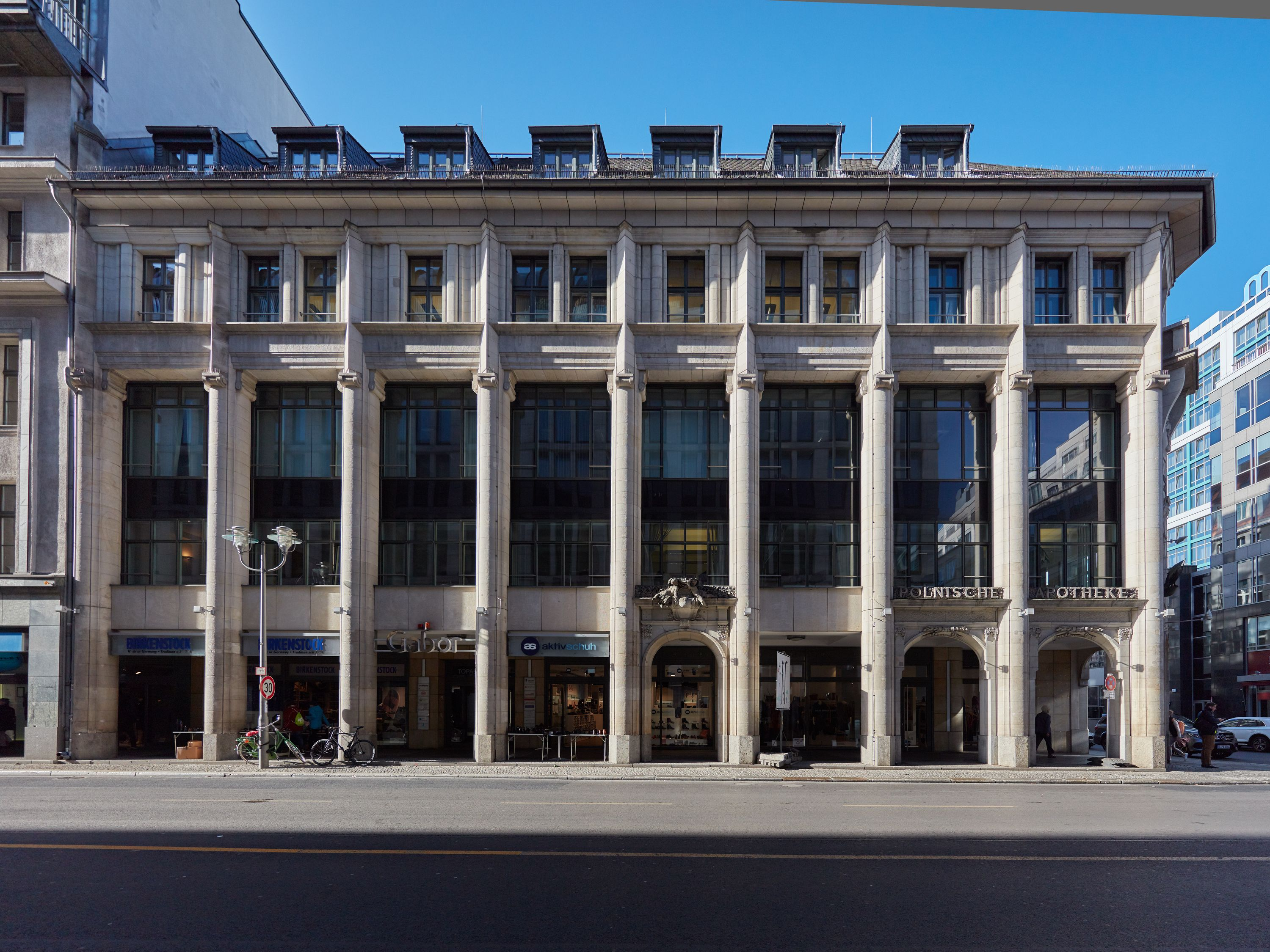
Sitz des Finnland-Instituts in Deutschland (3. OG). Foto: Bernhard Ludewig

Das Finnland-Institut (finn. Suomen Saksan-instituutti; sv Finlandsinstitutet i Tyskland) in Berlin wurde 1994 als Kulturinstitut Finnlands für den deutschsprachigen Raum gegründet. Träger des Instituts ist die in Helsinki beheimatete Stiftung für das Finnland-Institut (Suomen Saksan Instituutin Säätiö / Stiftelsen för Finlands Institut i Tyskland).
Das Finnland-Institut sieht seine Aufgabe in der Förderung des finnisch-deutschen Dialogs und der Zusammenarbeit auf kulturellem und wissenschaftlichem Gebiet durch Vernetzung, Beratung und die Organisation von Veranstaltungen zur finnischen Kultur und Gesellschaft. Es arbeitet dabei mit Partnern aus Finnland und den deutschsprachigen Ländern zusammen.
Das Institut ist mit den 16 anderen finnischen Kulturinstituten im Ausland durch den ebenfalls in Helsinki ansässigen Verein Kultur- und Wissenschaftsinstitute Finnlands e. V. (Suomen kulttuuri- ja tiedeinstituutit ry / Finlands kultur- och vetenskapsinstitut) verbunden. Es ist Mitglied der Gemeinschaft der europäischen Kulturinstitute in Berlin / EUNIC Berlin.
Das Institut befindet sich in der Friedrichstraße 153 a/Ecke Mittelstraße, unweit des Bahnhofs Berlin Friedrichstraße, im 3. Obergeschoss des historischen Gebäudes der Polnischen Apotheke.

## Aktivitäten

### Veranstaltungen
Das Institut spiegelt in seinem Programm die Vielfalt des finnischen Kulturgeschehens wider. Es wirkt im ganzen deutschsprachigen Raum und ermöglicht insbesondere jungen finnischen Akteuren, erste Kontakte dorthin zu knüpfen.
Das Institut wirkt als Kooperationsforum von Wissenschaftseinrichtungen, Universitäten und Hochschulen sowie Forschungsgruppen in Finnland und den deutschsprachigen Ländern.
In der Beschäftigung mit dem finnischen Wirtschaftsleben liegen die Schwerpunkte auf Kreativwirtschaft, Wirtschaftsforschung und -innovationen.

### Bücherecke
Das Finnland-Institut verfügt über eine Bücherecke mit Sitzgelegenheiten zum Arbeiten und Schmökern sowie Internetzugang. Zur Ausleihe stehen Werke verschiedener Genres auf Deutsch, Finnisch und Schwedisch bereit. In der Bücherecke findet man u. a. Belletristik, Sachliteratur und Kinderliteratur, Comics, Lyrik sowie Zeitungen und Zeitschriften.

### Studien- und Praktikumsberatung
Das Institut hält an Hochschulen, auf Bildungsmessen usw. Informationsveranstaltungen ab. Studierende, die in Finnland einen Teil ihres Studiums oder ein Praktikum absolvieren möchten, können am Finnland-Institut aktuelles Informationsmaterial erhalten oder ein Beratungsgespräch wahrnehmen.

### Wanderausstellungen
Die Wanderausstellungen des Instituts stellen ausgewählte Themen aus finnischer Kunst und Kultur, Gesellschaft und Geschichte dar. Das Finnland-Institut stellt sie seinen Partnern zur Verfügung.